# Freedom Park (Pretoria)
Pour les articles homonymes, voir Freedom Park.
Freedom Park (parc de la liberté) est un mémorial, comprenant notamment un musée et un parc, situé sur une colline de Salvokop, un quartier de la ville de Pretoria, en Afrique du Sud.

## Localisation

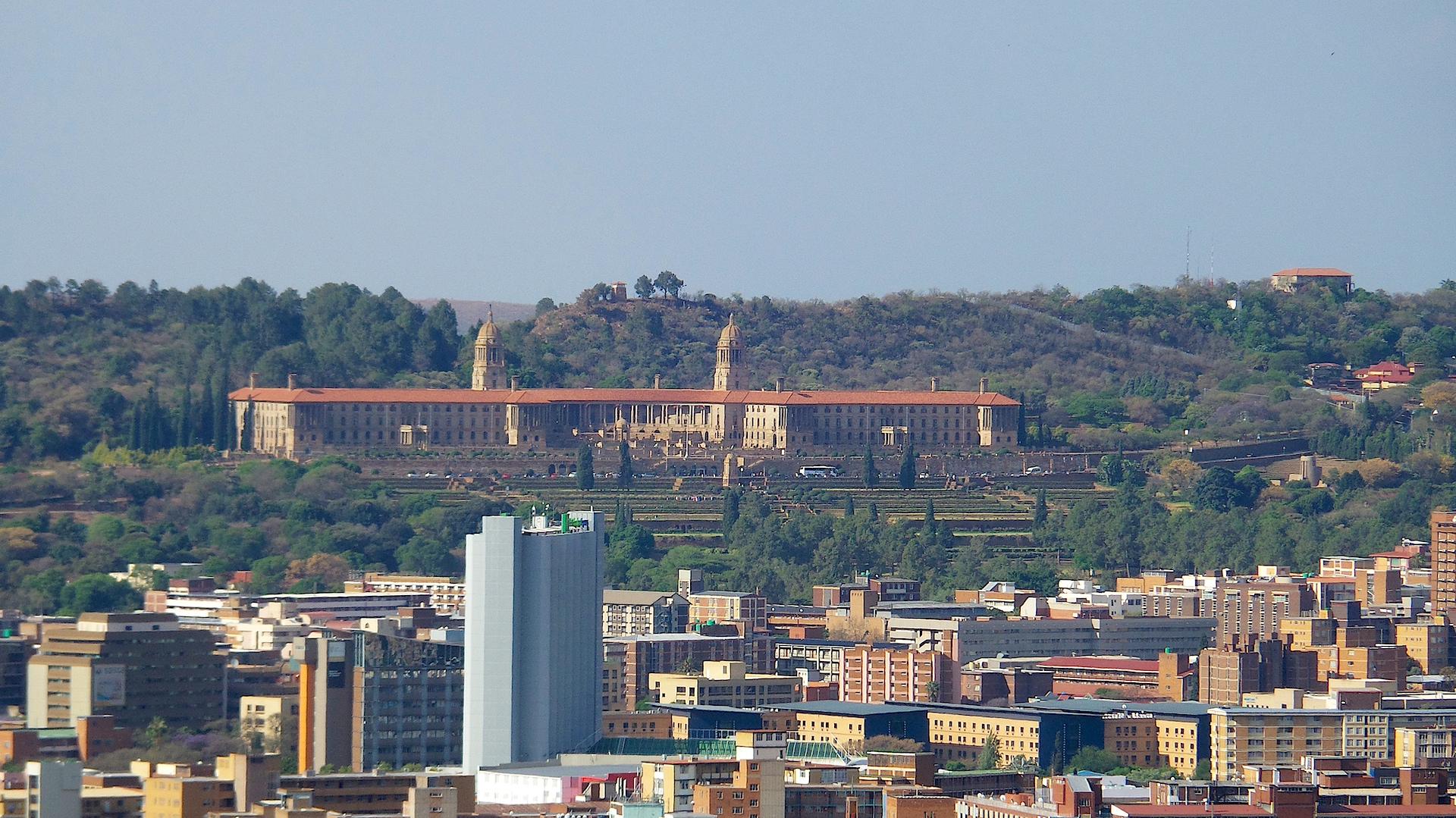
Vue sur les Union Buildings depuis le Freedom Park

Le Freedom Park est situé sur la colline de Salvokop, au sud de Pretoria, juste au-dessus de la gare de Pretoria, sur un axe visuel entre les Union Buildings et le Monument Voortrekker.
A son point le plus élevé, il offre une vue panoramique à 360 degrés sur le centre de Pretoria, les Union Buildings, le Voortrekker monument ainsi que sur Fort Klapperkop et Fort Schanskop.

## Le mémorial-parc
Freedom Park a été conçu pour honorer ceux qui ont sacrifié leur vie pour la liberté ainsi que pour renforcer la réconciliation et la construction d'une nouvelle nation sud-africaine, post-apartheid. Le projet a été supervisé en totalité par Mongane Wally Serote.
Le site de 52 hectares comprend différentes zones reliées par le Vhuwaelo (un chemin en spirale qui monte la colline, enchaînant des espaces de "jardin"). On y distingue autour d'un jardin du souvenir (Isivane), un mémorial (S'kumbuto) et un musée interactif. Il comprend aussi une salle d'accueil et de réception des personnalités (Moshate), un bâtiment administratif pour abriter les archives panafricaines et une aire de pique-nique (‘Die Uitspanplek).

### Le jardin du souvenir

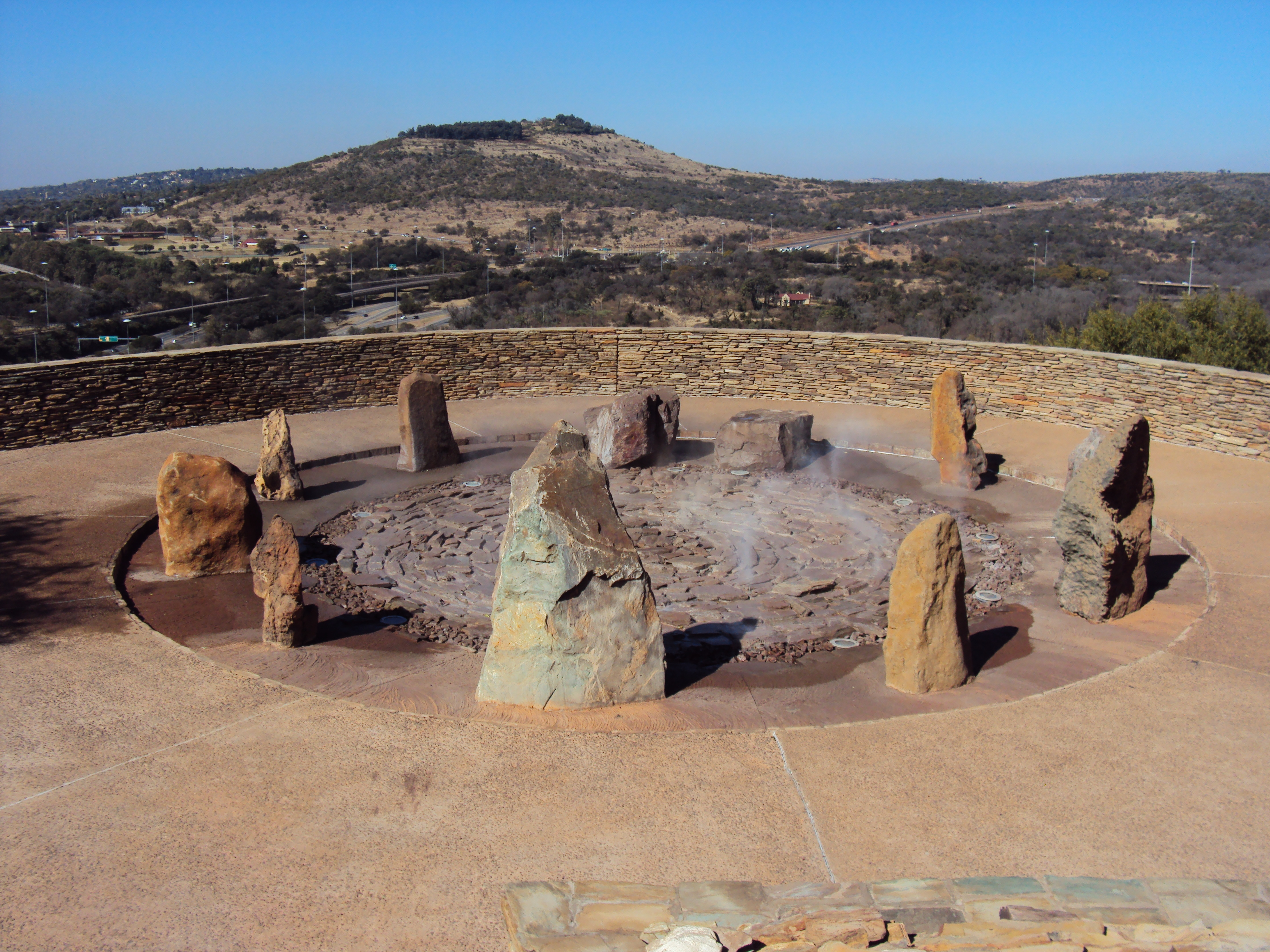
Isivivani - Parc de la Liberté. Pretoria, Afrique du Sud.

Situé sur le versant oriental de la colline, le jardin du souvenir de 25000 mètres carrés achevé en 2004, contient des monuments, des statues et des sculptures. Il mène à Isivane, un lieu spirituel qui symbolise le dernier lieu de repos des héros et héroïnes tombés au combat durant les sept principaux conflits de l'histoire de l'Afrique du Sud (notamment les guerres cafres, les guerres anglo-boers, les guerres mondiales, la lutte contre l'apartheid).
Le concept d'Isivivane est dérivé du mot «viva», qui signifie «se réunir en groupe». Il peut également être interprété comme un « engagement de solidarité » et d'«unité de but». Il invite les Sud-Africains à célébrer leur spiritualité et leur héritage communs.
Visuellement, Isivivane comprend d'une part un cimetière parsemé de rochers provenant de chacune des 9 provinces et de deux autres rochers représentant le gouvernement local et la communauté internationale. Il comprend également une structure semi-circulaire construite autour du tronc d'un arbre uMlahlankosi qui fait office de lieu de rencontre et d'échanges.

### Le mémorial S'kumbuto

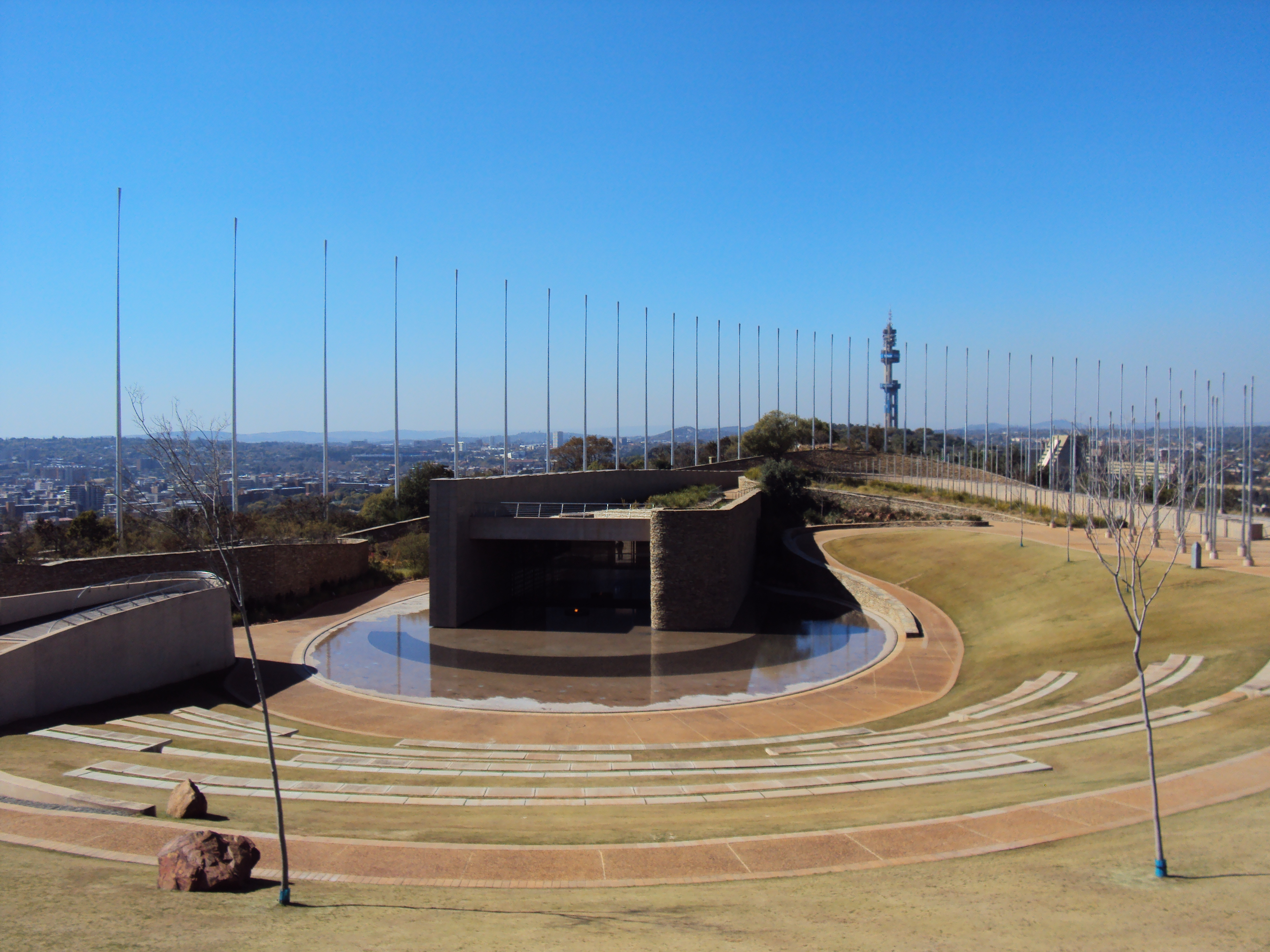
Amphithéâtre entouré des roseaux métalliques, dominant le sanctuaire de la Flamme éternelle - Freedom Park.

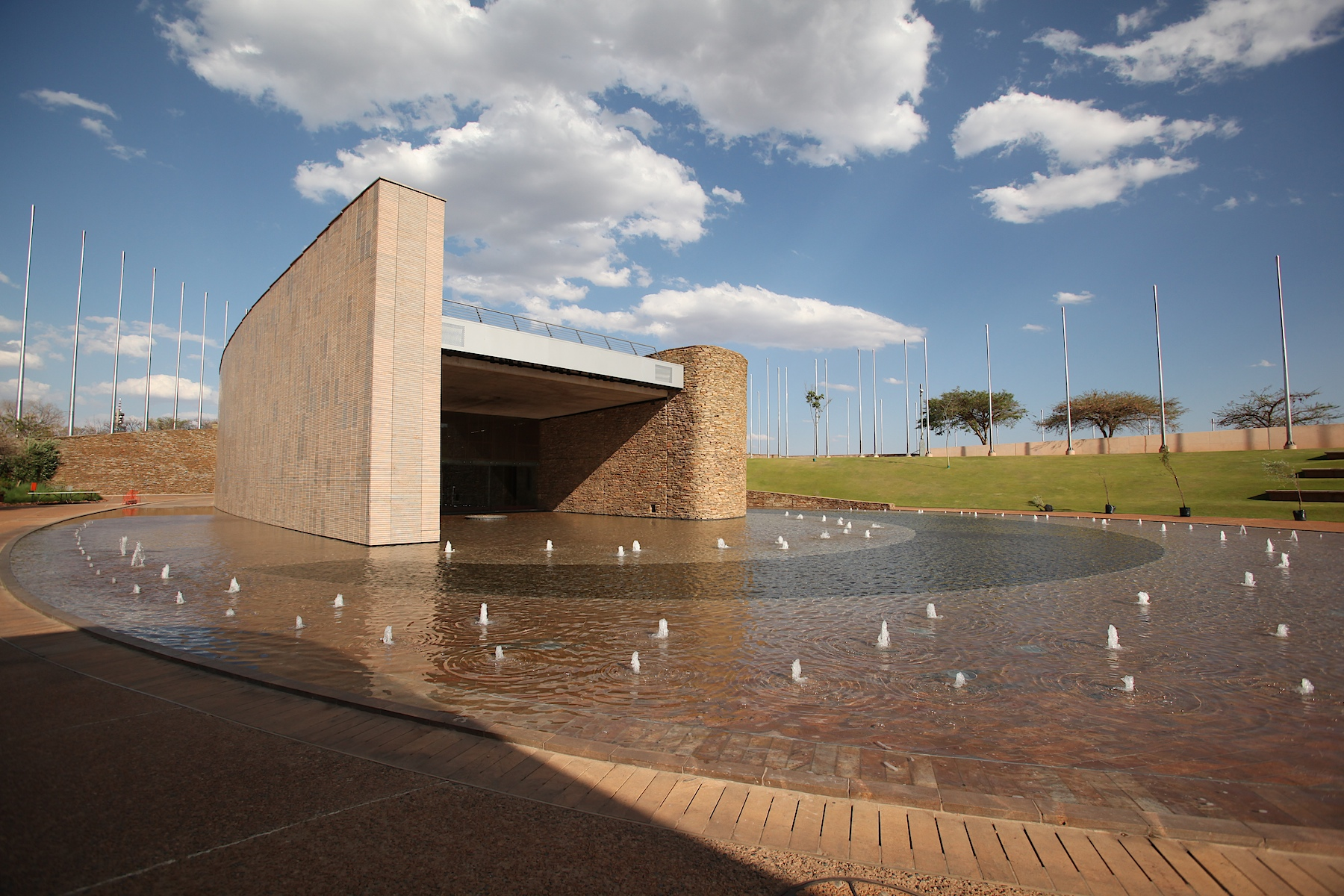
Sanctuaire de la Flamme éternelle - Freedom Park.

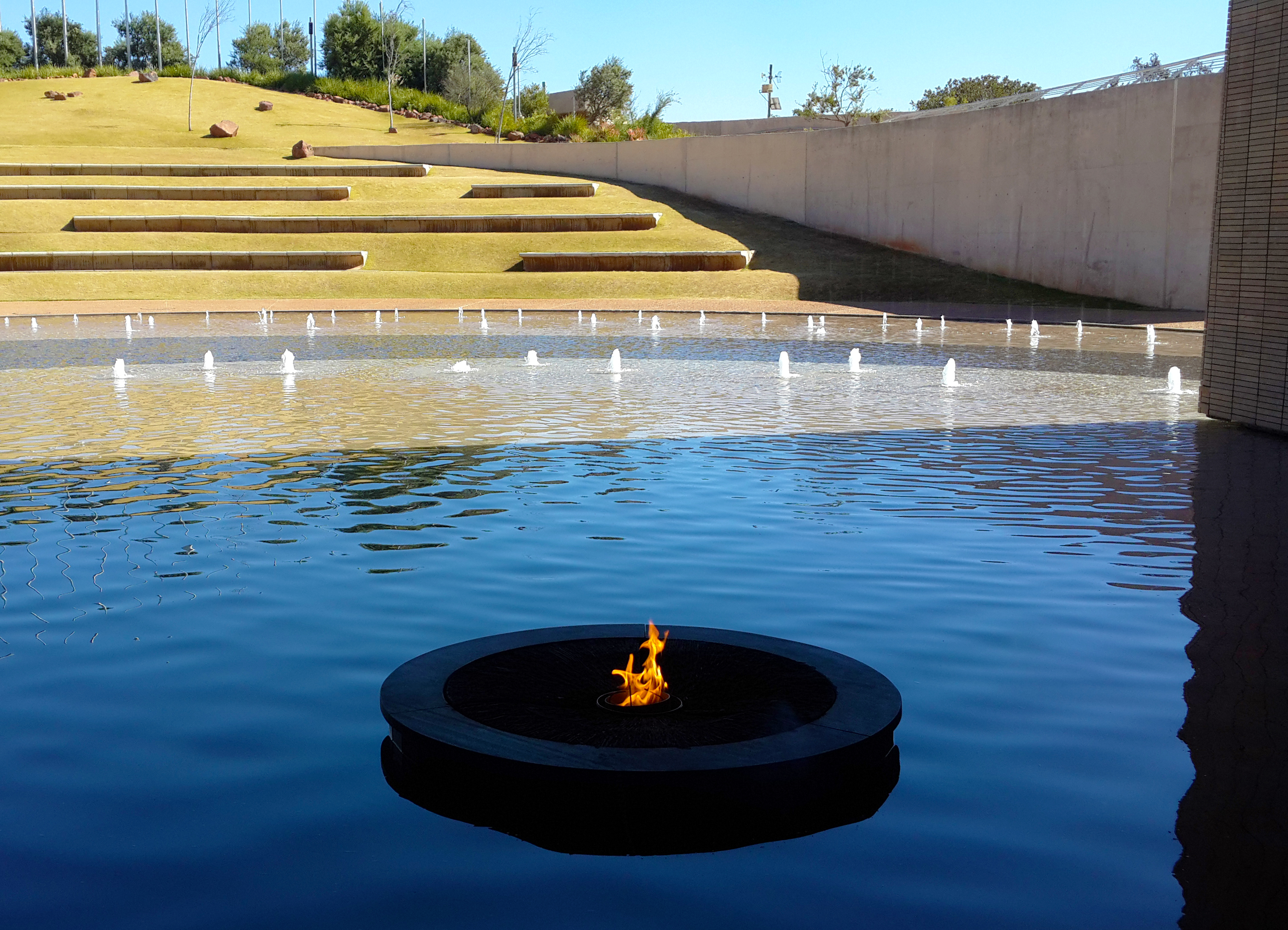
Flamme éternelle - Freedom Park.

Le mémorial S'kumbuto, constitué de près de 200 roseaux métalliques ascendants symbolisant la renaissance de la nation sud-africaine, entoure et comprend le mur des noms, un amphithéâtre, un sanctuaire abritant une flamme éternelle et la galerie des héros. Le concept siSwati de S'khumbuto signifie lieu de souvenir pour ceux qui sont morts ainsi que lieu pour invoquer leur aide.
Sur un mur de 697 m de long sont mentionnés une liste de 75 000 noms de personnes qui ont payé de leur vie dans les guerres précoloniales,les guerres cafres, les guerres boers, la Première Guerre mondiale, la Seconde Guerre mondiale ainsi que durant l'apartheid. Le design du mur permet d'inscrire jusqu’à 120 000 noms afin de tenir compte des générations futures.
Une Galerie des Chefs ou galerie des héros rend hommage à quelques-unes des personnalités réputées exemplaires pour avoir fait preuve de leadership dans la lutte pour la liberté ou pour avoir influencé le cours de l'histoire, que ce soit à l'échelle nationale, à l'échelle continentale ou à l'échelle internationale. En mars 2009, vingt-quatre personnalités, décédées au cours de la lutte de libération (lutte contre l'apartheid), ont été proposées pour être inscrites dans cette galerie en tant que combattants pour la liberté (formulation désignant les personnes qui se sont activement engagés contre les lois de l'apartheid au péril de leur liberté, voire de leur vie). Parmi les dirigeants nationaux sélectionnés figurent Steve Biko, Oliver Tambo, Helen Joseph, Albert Lutuli et Bram Fischer. Le nom du général boer Christiaan de Wet a également été inclus dans ladite galerie des héros.
Plusieurs noms de dirigeants internationaux et continentaux y figurent également, pour leur contribution à la libération de l'Afrique du Sud et contre la répression en général. Parmi les dirigeants continentaux mentionnés figurent le président mozambicain Samora Machel mais aussi l'homme politique guinéen Amílcar Cabral. Au titre des autres personnalités internationales figurent aussi le révolutionnaire argentin Che Guevara, qui a participé à la Révolution cubaine au côté de Fidel Castro ainsi que le franco-haïtien Toussaint Louverture, qui joua un rôle historique de premier plan pendant la Révolution haïtienne.
Si les anciens membres des Forces de défense sud-africaines n'ont pas été inscrits (soulevant une polémique), des centaines de noms de Blancs qui ont péri pendant la seconde guerre des Boers ont été inclus.
Un amphithéâtre de 2000 places et un sanctuaire, comprenant une flamme éternelle pour se souvenir des soldats, des héros et des héroïnes inconnus, complètent ce mémorial.

### Le musée interactif

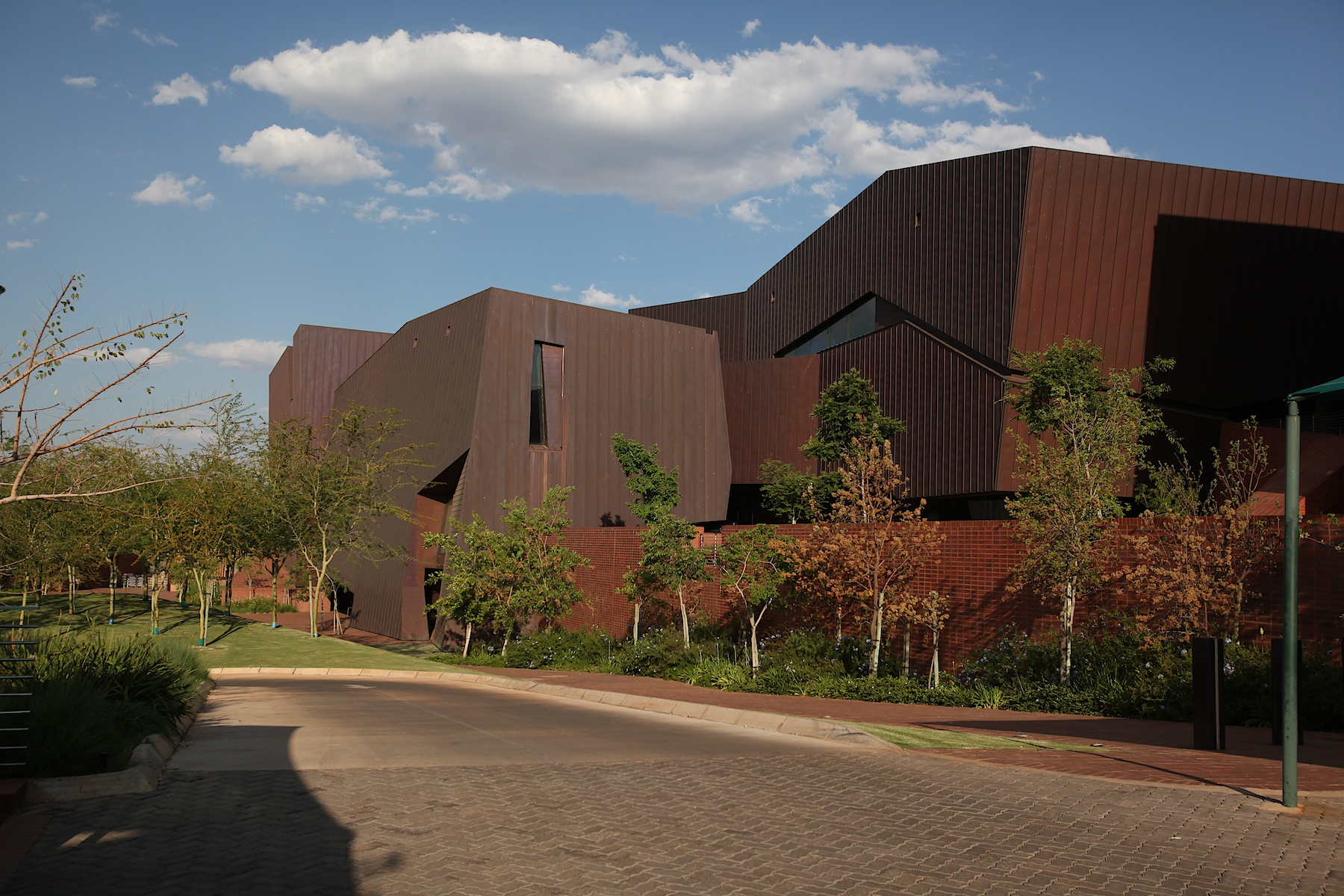
Le musée - Freedom Park.

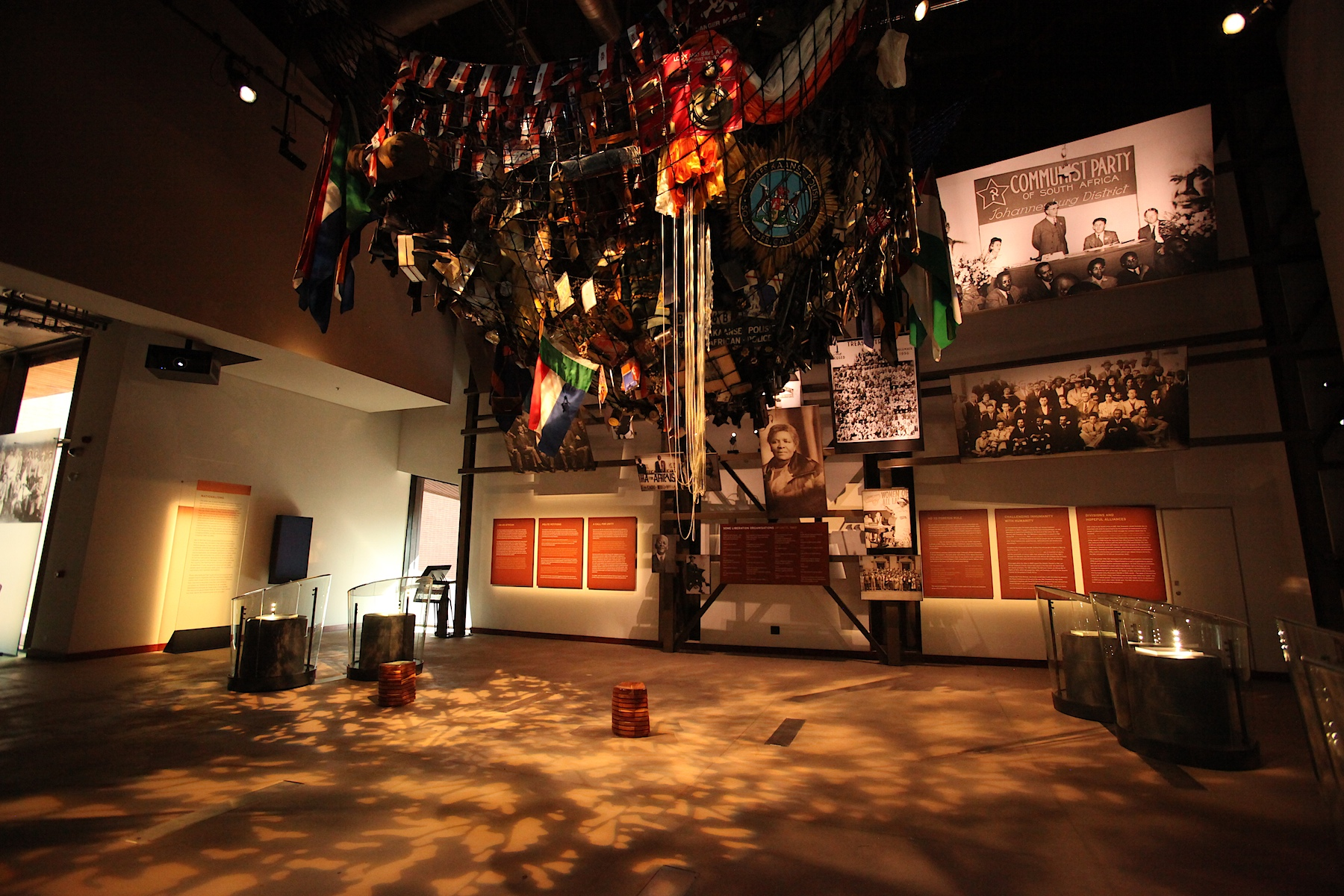
Exposition du musée- Freedom Park.

Conçu par 3 cabinets d'architectes différents (Mashabane Rose Associates, GAPP Architects and Urban Designers et MMA Architects) et inauguré en 2013, un musée interactif, nommé //hapo  (ce qui signifie "rêve" en référence à un poème Khoi), comprenant des expositions permanentes et temporaires, est consacré à l'histoire de l'Afrique australe sur 3,6 milliards d'années, divisé en sept époques, de la création du monde aux luttes auxquelles ont été confrontés les peuples du continent africain en passant par les différents peuplements, la colonisation, l'industrialisation, l'urbanisation, le nationalisme et la construction de la nation.

## Historique
L'idée de construire le Freedom Park remonte à la fin des années 1990 et repose sur le besoin de bâtir de nouveaux monuments représentatifs de l'histoire des populations de couleurs d'Afrique du Sud et de ses héros, ignorés jusque là par l'histoire et l'historiographie officielle de l'apartheid et des gouvernements précédents (Legacy Project). L'objectif est de commencer à combler, en faveur des populations de couleur, l'importante disparité historique en termes de monuments commémoratifs, de statues et de parcs (97% des monuments étant plutôt représentatifs de l'histoire des blancs d'Afrique du Sud). Il s'agit aussi à Pretoria (ville où, en 1999, 14 monuments sur 17 commémorent l'histoire blanche du pays) de créer un monument et mémorial symbolique en miroir au Voortrekker monument, site majeur racontant l'histoire afrikaner.

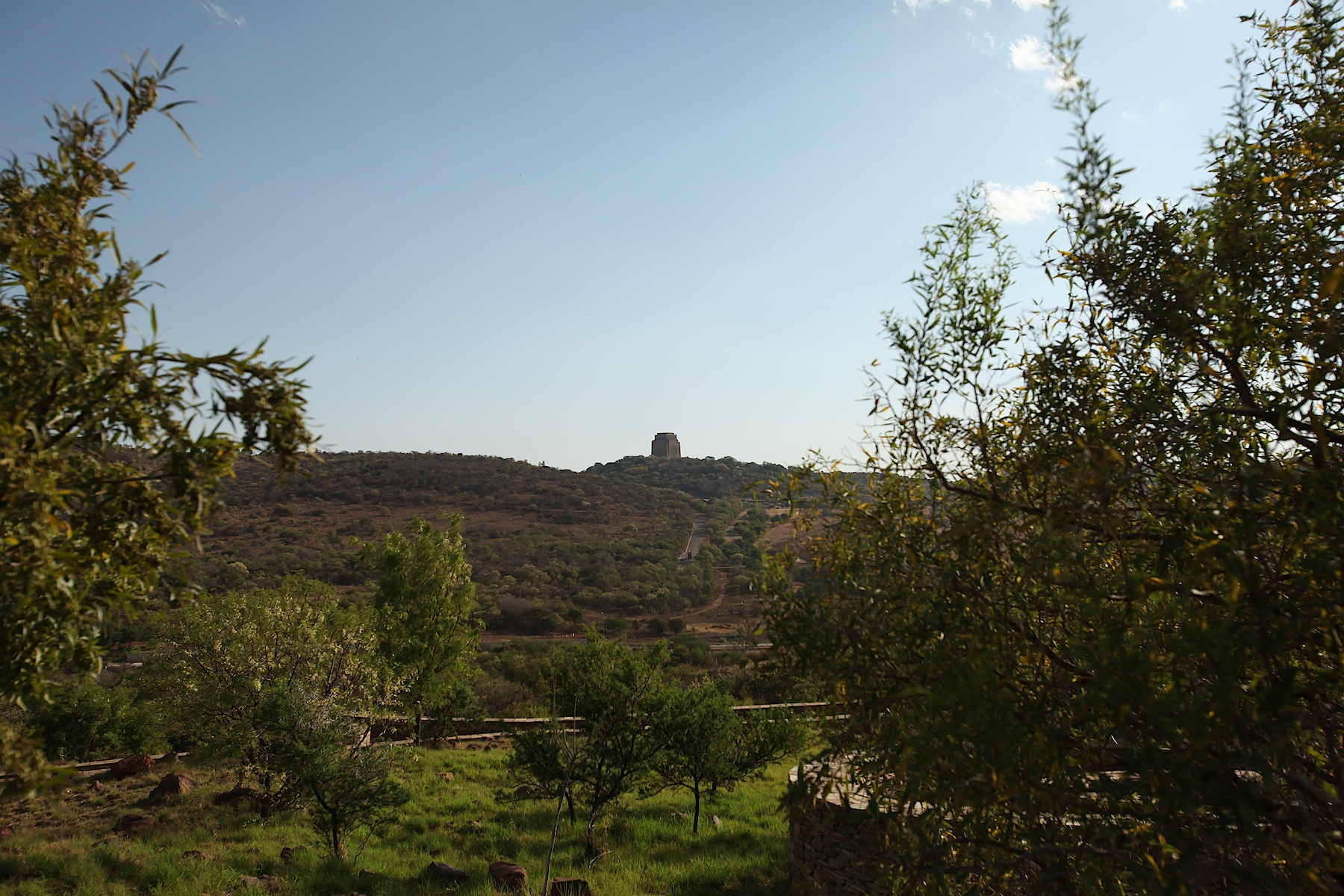
Vue sur le Voortrekker Monument depuis le Freedom Park

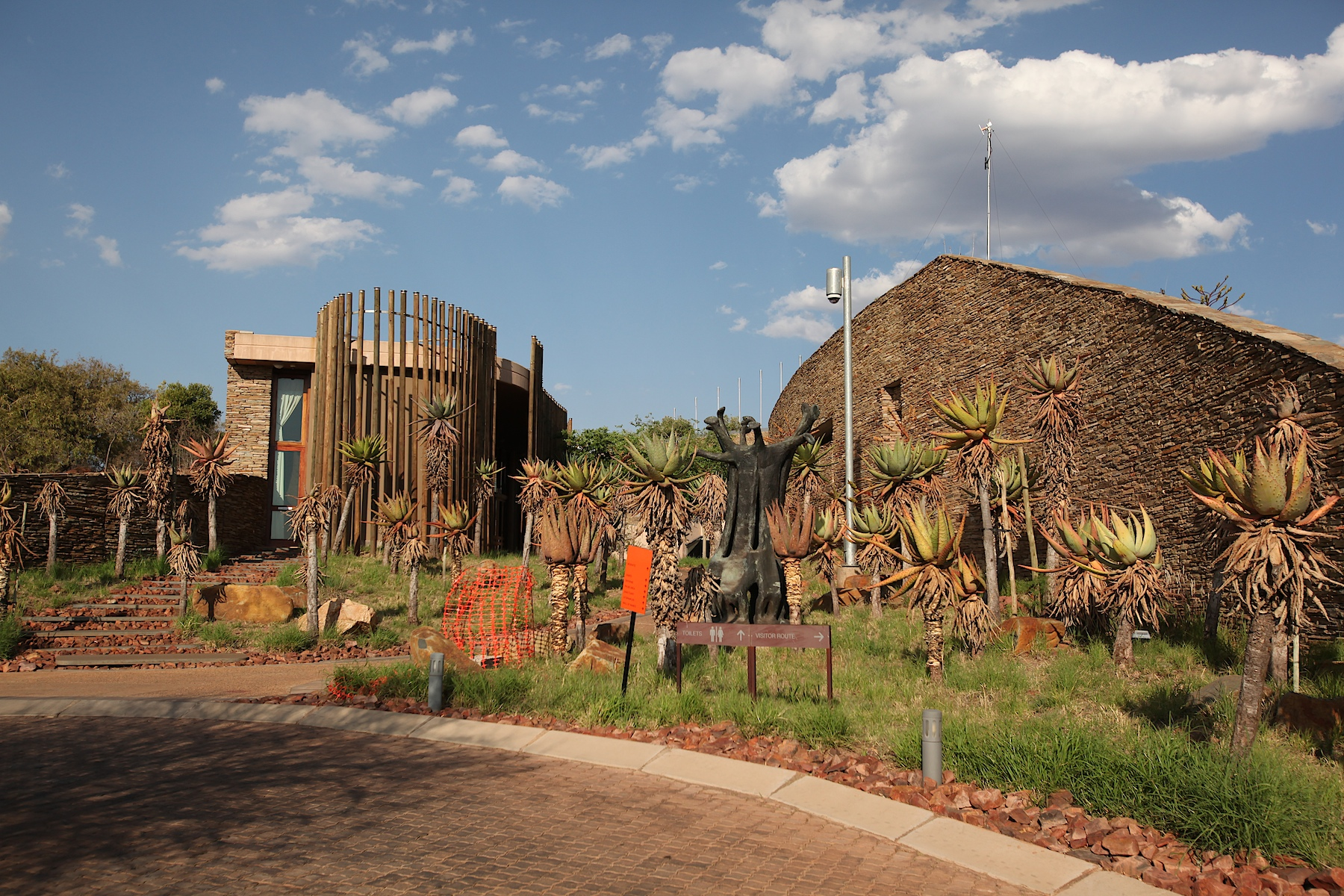
Le jardin et le bâtiment Moshate (salle d'accueil et de réception des personnalités) du Freedom Park

En 2000, la présidence Mbeki, en vertu de la loi no 25 sur les ressources du patrimoine national de 1999, lance la procédure pour la création d'un parc commémoratif financé par l'Etat (700 millions de rands). Un site est désigné à Salvokop, sur la colline située en vis-à-vis du Voortrekker monument. Le choix de la colline de Salvokop est symbolique du fait qu'elle est située dans un secteur géographique comprenant plusieurs vestiges ou monuments afrikaners emblématiques. La localisation de Freedom Park directement entre le Voortrekker Monument et les Union Buildings a aussi été perçu comme une tentative relative d'amputation volontaire du lien visuel entre le Voortrekker Monument et les Union Buildings qui symbolisait le contrôle afrikaner du pouvoir politique.
Le projet comprend à l'origine un jardin et un mur du souvenir ainsi qu'un musée. La construction a commencé en 2002, le jardin du souvenir achevé et inauguré en 2004 et le site ouvert au public en 2007. Symboliquement, le 16 décembre 2011 (jour de la réconciliation), une route de la réconciliation est inaugurée, reliant le Freedom Park et le Voortrekker monument.

## Fréquentation
En juin 2010, le parc comptabilisait 3 000 visiteurs mensuels (contre 17 000 visiteurs mensuels au Voortrekker monument).
En 2015, le Freedom Park recevait en moyenne 4 500 visiteurs par mois et environ 54 000 visiteurs par an (contre 250 000 visiteurs annuels au Voortrekker monument).